# كارل واشتميستر
كارل واشتميستر (بالسويدية: Carl Wachtmeister)‏ هو لاعب كرة قدم سويدي في مركز حراسة المرمى، ولد في 23 يونيو 1989 في السويد. لعب مع نادي تريليبورج ‏.

## وصلات خارجية
- كارل واشتميستر على موقع اتحاد السويد (السويدية)
- كارل واشتميستر على موقع قاعدة بيانات كرة القدم.إي يو (الإنجليزية)